# Legok Kalong
Legok Kalong is een bestuurslaag in het regentschap Pekalongan van de provincie Midden-Java, Indonesië. Legok Kalong telt 4074 inwoners (volkstelling 2010).